# Санкт-Петербургское художественное училище имени Н. К. Рериха
СПб ГБПОУ «Санкт-Петербургское художественное училище имени Н. К. Рериха» (до 1992 года — Ленинградское художественное училище (ЛХУ) имени В. А. Серова) — государственное профессиональное образовательное учреждение, расположенное в Санкт-Петербурге.

## История

Вид ЛХУ им. В. А. Серова.

Свою историю училище ведёт с 1839 года, когда в здании Петербургской таможни членом-корреспондентом АН К. Х. Рейссигом была основана Рисовальная школа для вольноприходящих. В 1858 году школа была передана Обществу поощрения художеств. В 1878 году школа переехала на Большую Морскую ул. 38, где в 1906—1918 годах её возглавлял Николай Константинович Рерих. Среди преподавателей были П. П. Чистяков, Л. Н. Бенуа, И. Н. Крамской, С. К. Маковский, А. В. Щусев, И. Я. Билибин.
После Октябрьской революции в июле 1918 года по инициативе наркома просвещения А. В. Луначарского школа возобновляет работу, как бесплатные «Курсы рисования и черчения», располагавшиеся на Литейном проспекте.
В конце 1918 года курсы преобразуются в «Художественную школу-мастерскую».
В июле 1919 года школа переехала на Таврическую улицу, дом 35, давшую впоследствии школе неофициальное название «Таврическое училище» (здесь школа будет располагаться до 1961 года). За эти годы школа превратилась в одно из ведущих государственных художественных учебных заведений Ленинграда, готовившее дипломированных художников различных специальностей. Его название несколько раз менялось: «Художественно-промышленный техникум» (1921—1922), «Художественно-педагогический техникум» (с 1922), «Ленинградское художественное училище».
Среди организаторов и педагогов училища особая роль в его становлении в 1930—1950 годы принадлежит Яну Константиновичу Шабловскому. В созданном молодым директором Художественно-педагогическом техникуме в довоенные и первые послевоенные годы учились известные в будущем художники Орест Верейский, Александр Семёнов, Борис Лукошков, Лев Русов, Валерий Ватенин, Нина Веселова, Владимир Гальба, Василий Голубев, Виктор Свешников, Евгений Чарушин, Василий Звонцов, Любовь Холина, Капитолина Румянцева, Юрий Тулин и другие.
В 1943 году после прорыва вражеской блокады Таврическое училище первым среди художественных учебных заведений Ленинграда возобновило свою работу. В 1943—1944 годах в нём занимались и студенты Ленинградского института живописи, скульптуры и архитектуры, остававшиеся в блокадном городе. Среди них — будущие известные живописцы Юрий Тулин, Нина Веселова и другие.
В 1961 году училище переехало в особняк на ул. Пролетарской диктатуры, дом 5.
В 1968 году Верховный Совет СССР присвоил Ленинградскому Художественному училищу имя известного художника и педагога Владимира Александровича Серова, президента Академии Художеств СССР, возглавлявшего несколько лет Государственную квалификационную комиссию.
В 1989 году училище было переведено в новое здание на Гражданский пр., дом 88/2.
В 1992 году Приказом Комитета по культуре мэрии Санкт-Петербурга было переименовано в «Санкт-Петербургское художественное училище им. Н. К. Рериха».
Обучение проходит на отделениях живописи, скульптуры, дизайна и реставрации. Методика подготовки реставраторов стала основой для всех художественных заведений страны.

## Отделения

### Дизайн
Квалификация выпускника — дизайнер, преподаватель.
В связи с требованиями жизни специальность «дизайн» за последние десятилетия претерпела ряд существенных изменений: от выпуска художника-оформителя по наглядной агитации до подготовки специалиста, владеющего современным языком выразительных средств, включающих в себя компьютерные технологии.

#### Реклама в архитектурно-пространственной среде
План ежегодного приёма — 10 человек .
Дипломная работа выпускника специализации «Реклама в архитектурно-пространственной среде» представляет проект дизайна комплекса витрин, тематических выставок, художественно-стилевое оформление офисов, кафе, гостиниц и других объектов общественно-социального назначения.

#### «Промышленная реклама и графика»
План ежегодного приёма — 20 человек. (две группы).
Дипломная работа выпускника специализации «Промышленная реклама и графика» представляет разработанный «фирменный стиль» организации, учреждения, фирмы: деловая документация, логотип, товарный знак, рекламные пакеты, плакаты, календари, упаковки. В последние годы наметилась тенденция выбора тем, связанных с конкретными объектами и заказчиками, реализующими предложенные выпускниками дипломные проекты.

### Живопись
Нормативный срок освоения основной профессиональной образовательной программы при очной форме обучения как на базе основного общего образования, так и на базе среднего (полного) общего образования составляет 3 года 10 месяцев.
Квалификация выпускника: художник-живописец, преподаватель.
План ежегодного приёма — 10 человек.
Специализация пользуется наибольшей популярностью у абитуриентов, требует хорошей подготовки в рисунке, живописи и композиции. Согласно квалификационной характеристике, будущий специалист получает полное знание в области изобразительной грамоты, комплекса психолого-педагогических дисциплин и методики преподавания рисунка, живописи и станковой композиции в детских художественных школах, детских Школах искусств, студиях и других учреждениях дополнительного образования, общеобразовательных школах.
Дипломной работой является эскиз к картине, отвечающий современным требованиям и традициям Школы реалистического изобразительного искусства, показывающий уровень профессиональной подготовки студента в области рисунка, живописи, композиционного творчества.

### Скульптура
Скульптура имеет по дневной форме обучения специализацию «станковая скульптура». Нормативный срок освоения основной профессиональной образовательной программы при очной форме обучения как на базе основного общего образования, так и на базе среднего (полного) общего образования составляет 3 года 10 месяцев.
Квалификация выпускника — художник-скульптор, преподаватель.
План ежегодного приёма — 10 человек.
Отделение выпускает специалистов, готовых к профессиональной деятельности по созданию станковой скульптуры в камне, в дереве и металле; преподавателей рисунка, скульптуры, скульптурной композиции в детских художественных школах, детских Школах искусств, студиях и других учреждениях начального дополнительного образования.
Дипломная работа представляет собой станковую или декоративную (круглую или рельефную) скульптуру. Как правило, дипломная скульптура выполняется в мягком материале: глине или пластилине.

### Реставрация
Нормативный срок освоения профессиональной образовательной программы при очной форме обучения как на базе основного общего образования, так и на базе среднего (полного) общего образования составляет 3 года 10 месяцев.
Квалификация выпускника: художник-реставратор.
План ежегодного приёма — 10 человек.
Дипломный проект представляет собой консервацию и полный комплекс реставрационных работ по масляной живописи (картина), темперной живописи (икона), произведений графики или золоченой резьбы. В состав дипломного проекта входит обязательная документация: паспорт с полным комплексом описания методики и последовательного хода работ по консервации и реставрации произведения искусства, фотодокументация.

## Известные педагоги
- см.: Категория:Преподаватели Санкт-Петербургского художественного училища имени Н. К. Рериха

## Известные выпускники
- см.: Категория:Выпускники Санкт-Петербургского художественного училища